# Вжесьце (Слупський повіт)
Вжесьце (пол. Wrzeście) — село в Польщі, у гміні Слупськ Слупського повіту Поморського воєводства.
Населення — 431 особа (2011).
У 1975-1998 роках село належало до Слупського воєводства.

## Демографія
Демографічна структура станом на 31 березня 2011 року:
|          | Загалом | Допрацездатний вік | Працездатний вік | Постпрацездатний вік |
| -------- | ------- | ------------------ | ---------------- | -------------------- |
| Чоловіки | 220     | 56                 | 145              | 19                   |
| Жінки    | 211     | 55                 | 123              | 33                   |
| Разом    | 431     | 111                | 268              | 52                   |